# تلة دان غمداد بازار
تلة دان غمداد بازار (بالفارسية: تله‌دان گمداد بازار) هي قرية تقع في البلدة المركزية في إيران. يقدر عدد سكانها بـ 228 نسمة بحسب إحصاء 2016.